# ایستن (مینه‌سوتا)
ایستن، مینه‌سوتا (به انگلیسی: Easton, Minnesota) یک شهر در ایالات متحده آمریکا است که در مینه‌سوتا واقع شده‌است.

## خصوصیات
ایستن ۲٫۴۱ کیلومترمربع مساحت و ۱۹۹ نفر جمعیت دارد و ۳۲۳ متر بالاتر از سطح دریا واقع شده‌است.